# Schöllhornita
La schöllhornita és un mineral de la classe dels sulfurs. Rep el nom en honor de Robert Schöllhorn (n. 1935), professor de l'Institut Químic Inorgànic de la Universitat de Munster (Alemanya}.

## Característiques
La schöllhornita és un sulfur de fórmula química Na0.3CrS₂·H₂O. Es tracta d'una espècie aprovada per l'Associació Mineralògica Internacional, i publicada per primera vegada el 1984. Cristal·litza en el sistema trigonal. La seva duresa a l'escala de Mohs és 2.
Segons la classificació de Nickel-Strunz, la schöllhornita pertany a «02.F - Sulfurs d'arsènic, àlcalis, sulfurs amb halurs, òxids, hidròxid, H₂O; amb alcalins (sense Cl, etc.)» juntament amb els següents minerals: caswellsilverita, cronusita, chvilevaïta, orickita, rasvumita, pautovita i colimaïta.

## Formació i jaciments
Va ser descoberta al meteorit Norton County, un meteorit acondrita amb altres minerals rics en crom, i probablement s’ha format per la meteorització terrestre de la caswellsilverita. Aquest meteorit va ser recollit a l'estat de Kansas, als Estats Units, i també ha estat descrita en altres meteorits recollits a Carolina del Sud, el Iemen, l'Antàrtida i l'Àfrica del Nord.